# او-۲۹۲
زیردریایی یو-۲۹۲ (به انگلیسی: German submarine U-292) یک زیردریایی بود که طول آن ۶۷٫۱۰ متر (۲۲۰ فوت ۲ اینچ) بود. این زیردریایی در سال ۱۹۴۳ ساخته شد.